# Wide Area Information Server
Wide Area Information Servers, también conocido por su acrónimo: WAIS es un sistema de búsqueda de texto distribuido, que usa el protocolo estándar cliente-servidor ANSI Z39.50 para buscar bases de datos indexadas en computadoras remotas.
WAIS permite a los usuarios descubrir la información y resuelve el acceso a la información en la red sin tener en cuenta su ubicación física.

## Historia
El protocolo y los servidores WAIS fueron presentados por Thinking Machines Corporation, empresa de supercomputadoras de Cambridge, fundada en 1982 por W. Daniel ‘Danny’ Hillis y Sheryl Handler para convertir la tesis doctoral de Hillis en el Instituto Tecnológico de Massachusetts (MIT) sobre arquitecturas de computación en paralelo masiva en un producto comercial llamado Connection Machine (CM). CM era la alternativa a la arquitectura de von Neumann. La CM-1 originalmente concebida en el MIT, era una agrupación de miles de microprocesadores (CPU), cada uno con su propia RAM, archivando datos paralelamente con SIMD (Single Instruction, Multiple Data). Primeramente se pensó usar esta supercomputadora para aplicaciones en inteligencia artificial y procesamiento de símbolos, pero luego encontró un gran éxito en el campo de la ciencia computacional.
Danny Hillis y Sheryl Handler fundaron “Thinking Machines” en Waltham, Massachusetts (más tarde se cambiaron a Cambridge, Massachusetts) en 1983 y establecieron un equipo para desarrollar la CM-1 y después la CM-2, las que, dependiendo de la configuración, tenía unos 65536 procesadores. Los procesadores individuales eran extremadamente simples ya que procesaban un bit cada vez. La CM-2, que se lanzó en 1987, añadía Weitek 3132 floating-point co-procesadores numéricos al sistema, con 32 de los procesadores simples originales compartiendo cada procesador numérico. También se produjeron dos variantes posteriores más a la CM-2, la pequeña CM-2ª con procesadores single-bit 4096 u 8192, y la rápida CM-200.
“Thinking Machines” presentó un servidor WAIS que corría bajo sus supercomputadoras CM-1 y CM-5. Los clientes WAIS eran para varios sistemas operativos incluyendo Windows, Macintosh y Unix. Con el anuncio del World Wide Web a principios de 1990 y la bancarrota de Thinking Machines en 1995, la primitiva interfaz del sistema WAIS rápidamente cedió su lugar a los motores de búsqueda basados en web. En la Internet ya no hay servidores WAIS activos.
Uno de los desarrolladores de WAIS era Brewster Kahle, que abandonó Thinking Machines, que junto a Bruce Gilliat, fundaron WAIS Inc, en Menlo Park, California. Tras vender WAIS a AOL en mayo de 1995 por $15 millones, Kahle y Gilliat fundaron Internet Archive (IA) y más tarde la empresa Alexa Internet.